# Ислам в Ливане
Ислам в Ливане (араб. الإسلام في لبنان) ведёт свою историю с 635 года.

## Состав мусульман
По сведениям министерства внутренних дел Ливана, в 1996 году 52 % ливанцев были мусульманами, по оценкам парламентской комиссии, в 2004 году — около 60 %. Более 50 % мусульман страны – шииты-имамиты. Сунниты составляют около 35% численности мусульманского населения, друзы – около 10 %, нусайриты (алавиты) – около 3 %.

## Мусульмане в высших государственных органах
«Национальный пакт» установил правило, по которому премьер-министром должен быть суннит, а спикером парламента — шиит.